# Gregory Michael
Gregory Michael, né le 30 mai 1981 à Philadelphie en Pennsylvanie, est un acteur américain. Il est principalement connu pour avoir tenu le rôle de Kevin dans la série télévisée Dante's Cove.

## Biographie
Michael est né à Philadelphie, en Pennsylvanie. Il est le seul fils de Gregory et Rosaria, et a une grande sœur, Christina. Il est allé à l'Université d'état de Pennsylvanie pour poursuivre ses études en théâtre. Il habite actuellement à Los Angeles en Californie.

## Filmographie
- 2003–2004 : As the World Turns : Clark Watson (32 épisodes)
- 2005 : Running Out of Time In Hollywood : Michael
- 2005–2006 : Just Legal : Ryan Cern : Épisodes: The Rainmaker, The Limit
- 2005–2007 : Dante's Cove : Kevin Archer (13 épisodes)
- 2008 : The Lovers : Chris
- 2008–2011 : Greek : Grant Ellis (20 épisodes)
- 2012 : How I Met Your Mother : Trey, l'homme avec une casquette et une moustache dans l'épisode Trilogy Time